# Graham Poll
Graham Poll (ur. 29 lipca 1963) – angielski sędzia piłkarski.
Karierę sędziowską rozpoczął w 1980, sędziując mecze Isthmian League. W 1993 został sędzią Premier League, trzy lata później został sędzią międzynarodowym FIFA.
Był sędzią na trzech turniejach rangi mistrzowskiej: Mistrzostwach Europy w 2000 oraz Mistrzostwach Świata w 2002 i 2006. W czasie tych ostatnich wsławił się między innymi pokazaniem w jednym meczu trzech żółtych kartek Josipowi Šimuniciowi
.
Karierę sędziowską zakończył w maju 2007.